# Gerard Steurs
Theophilus Gerardus (Gerard) Steurs (Tessenderlo, 13 juni 1901 - Geel, 7 juni 1961) was een Belgische atleet, die gespecialiseerd was in de lange afstand en het veldlopen. Hij nam tweemaal deel aan de Olympische Spelen.

## Biografie
Steurs nam in 1924 op de marathon deel aan de Olympische Spelen van Parijs, maar moest opgeven. Vier jaar later werd hij zevendertigste op de Olympische Spelen van Amsterdam.
In het veldlopen nam Steurs deel aan de Landenprijs. Hij werd in 1923 vijfentwintigste.
Steurs was aangesloten bij Daring Brussel.

## Persoonlijke records
| Onderdeel | Prestatie | Datum           | Plaats    |
| --------- | --------- | --------------- | --------- |
| marathon  | 2:54.48   | 5 augustus 1928 | Amsterdam |

## Palmares

### 10.000 m
- 1923:  BK AC

### wegwedstrijden
- 1923:  Marathon der Vlaanders (28 km) - 1:53.15[1]

### marathon
- 1924: DNF OS in Parijs
- 1928: 37e OS in Amsterdam – 2:54.48

### veldlopen
- 1923: 25e Landenprijs in Maisons-Lafitte
- 1923:  landenklassement Landenprijs